# Øllegårdsvej Station
Øllegårdsvej Station er en letbanestation på Odderbanen i bydelen Viby i Aarhus. Den blev oprindeligt etableret som jernbanestation.
I forbindelse med Odderbanens fornyelse i 2004 mellem Viby J og Tranbjerg blev Øllegårdsvej Stations perron ombygget. Det var det svenske Banverket, der udførte arbejdet.
Odderbanen blev (sammen med Grenaabanen) lukket for ombygning til letbane 27. august 2016. Det var forventet, at den ville genåbne som en del af Aarhus Letbane i december 2017, men på grund af manglende sikkerhedsgodkendelse blev genåbningen udskudt på ubestemt tid. Efter en længere proces genåbnede banen så 25. august 2018, efter at den nødvendige godkendelse fra Trafik-, Bygge- og Boligstyrelsen forelå dagen før.